# Прапороносець
Прапороно́сець, Стяговник або Хоруговник — посадова особа, яка відповідала за збереження, та несла на урочистих церемоніях вишитий герб або символ, відомий як хоругва, штандарт, державний або бойовий прапор, або іншу конструкцію — формальний, візуальний символ держави, князя, короля, військового підрозділу тощо.
Це може бути як урядова чи військова посада, постійний або одноразовий почесний обов'язок на параді, ході, урочистій церемонії, чи під час бою. Від нього походять посади і звання хорунжий, прапорщик, корнет, фенрих, альферес та інші.

## Історія
За часів Римської імперії прапороносець (буквально — «орлоносець»; аквіліфер) був у бою охоронцем «Орла» — символу римського легіону. Оскільки при втраті Орла легіон розпускався, посада аквіліфера мала велике значення. Через багато століть імператор Наполеон також ввів у своїх полках аналогічну систему: кожному полку французької армії, кавалерійському чи піхотному, покладався один полковий «Орел», втрата якого означала безчестя всього підрозділу.
Інші прапороносці часу Римської імперії іменувалися: імагініфер (носив зображення імператора), Вексилярій, драконарій, сигніфер (відповідав за емблему загону).
У період Середньовіччя хоругва перетворилася на особистий символ лицаря або князя, який мав право формувати власну збройну дружину та виходив у бій на заклик свого сюзерена під власним стягом і гербом, з особистим загоном, що складався з лицаря, його зброєносців та допоміжних воїнів нижчого походження. 

Великим феодалам (баронам, графам, князям тощо) підпорядковувалося більше лицарів-васалів, зазвичай кожен зі своїм списом або і з хоругвою.
Ця традиція відома з часів Київської Руси, а також продовжувалась у Королівстві Руси і Великому князівстві Литовському і Руському. Прапороносців називали стяговник або хоруговник.
У європейських армій більшості Нового часу прапороносець — військова посада; коло обов'язків прапороносця описувалося військовими статутами.
Прапороносцем у XVII столітті зазвичай призначався молодий офіцер. Пізніше прапороносцем зазвичай ставав старослужилий унтерофіцер; поступово назва офіцерської посади прапороносця перетворилася на чин, що вже не має прямої належності до цієї посади (прапорщик, хорунжий).
У Османській імперії прапороносець іменувався байрактар.
У міських загонах стільців Голландської республіки прапороносцем часто був наймолодший неодружений чоловік, якого на групових портретах зображували в розкішному одязі на додаток до прапора.
Окрім війська, парадів, урочистих ходів та демонстрацій, почесна місія прапороносців практикується на Олімпійських іграх.

## Галерея

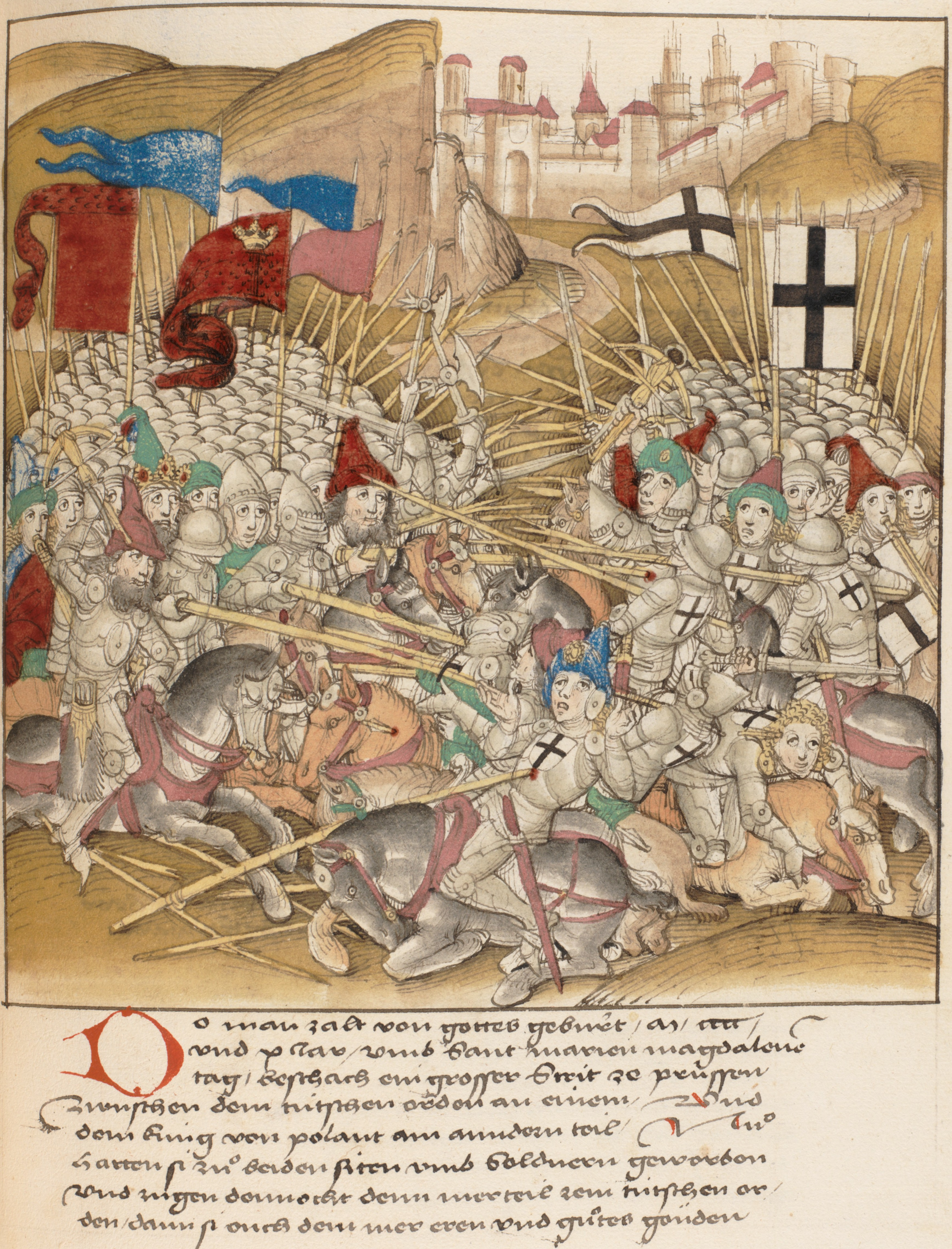
Грюнвальдська битва
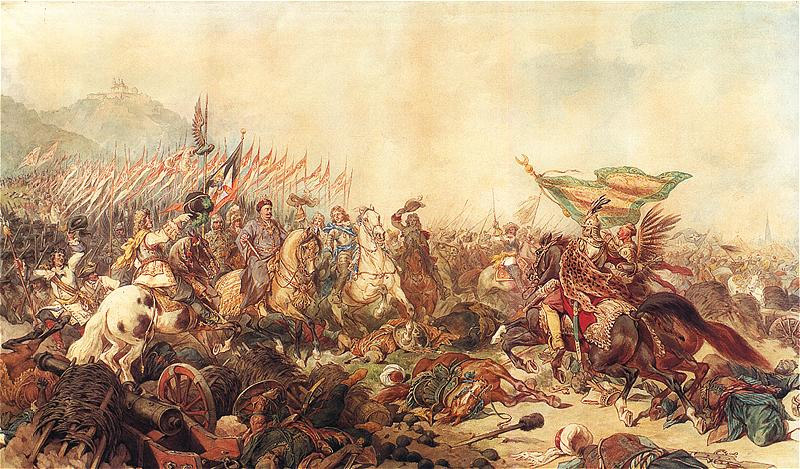
Козацькі хоругви
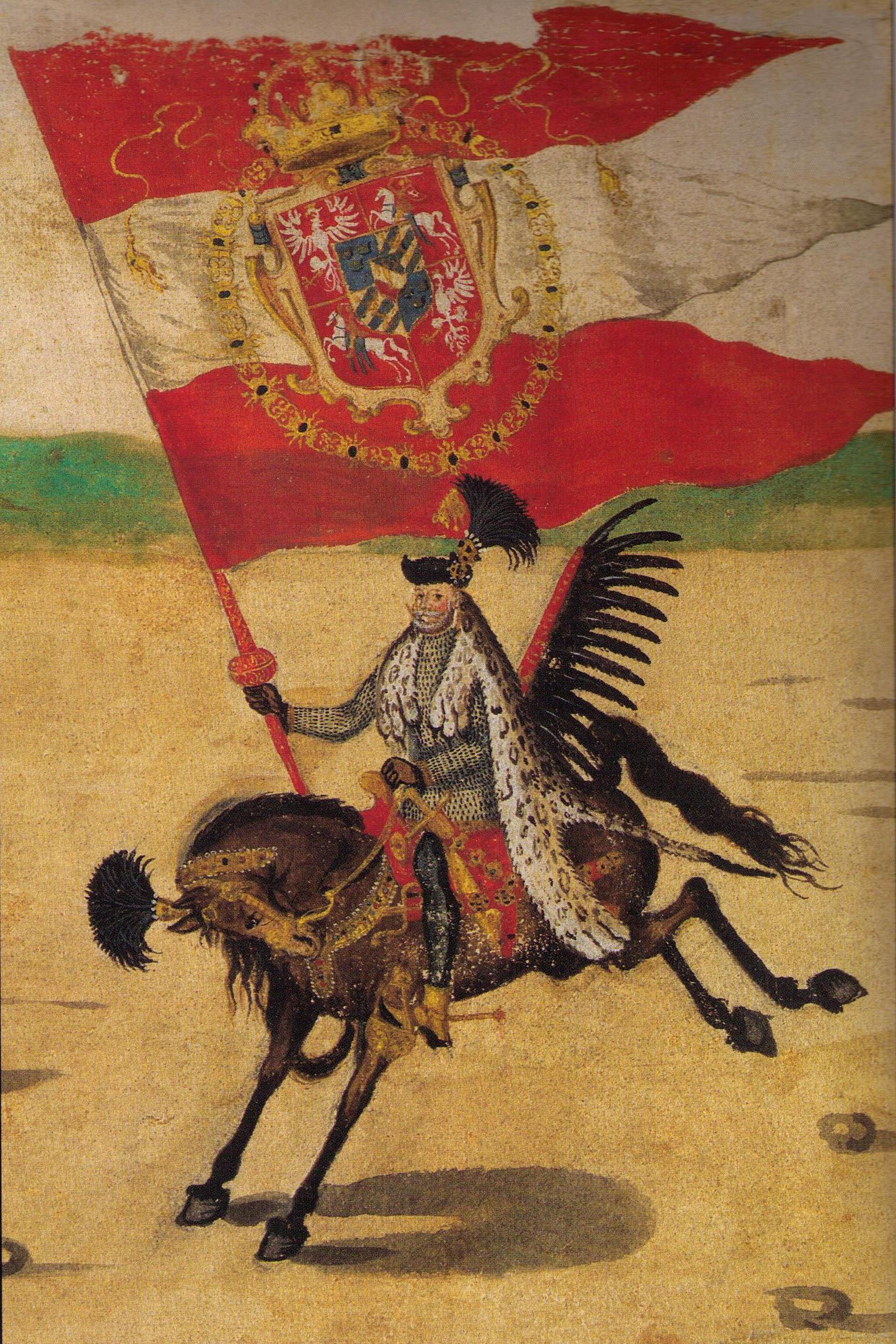
Прапоронесець Речі Посполитої
Бразильський прапороносець
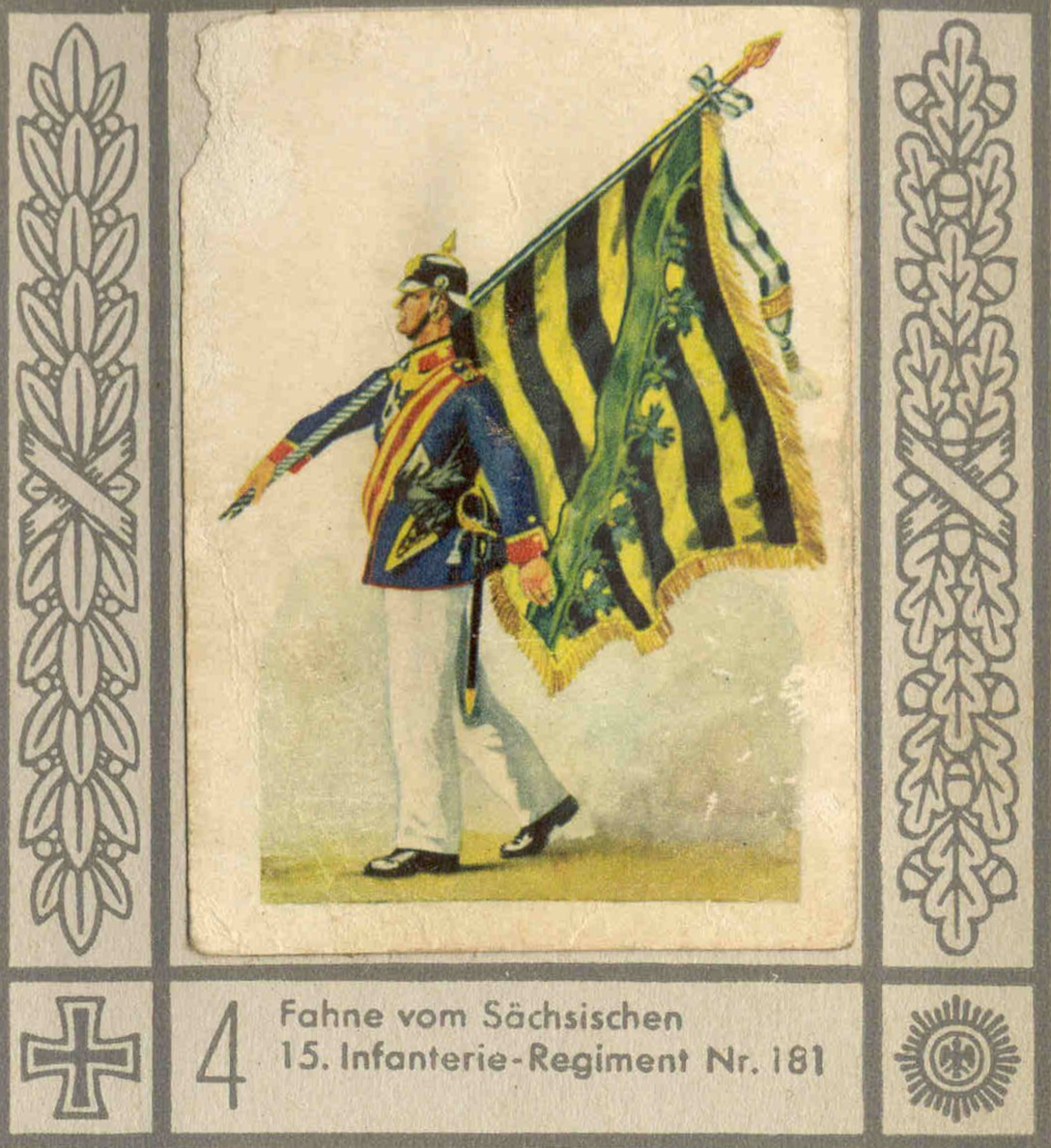
Німецький прапороносець